# Hospital de Emergencias Pediátricas
El Hospital de Emergencias Pediátricas es un centro hospitalario público, situado en el distrito de La Victoria de la ciudad de Lima, en el Perú, es un hospital especializado en la atención de casos de emergencias pediátricas de niños, adolescentes y jóvenes, entre 0 y 19 años de edad. Está ubicado en el local donde se encontraba la Asistencia Pública de Lima, en la Avenida Grau, frente al Hospital Guillermo Almenara Irigoyen y de la Facultad de Medicina de San Fernando de la Universidad de San Marcos.

## Historia

### Asistencia Pública de Lima
La Asistencia Pública de Lima fue fundada en La Victoria, en el año 1945 como Servicio Nacional de Asistencia Pública, centro de urgencias, el cual se dedicaba a la atención inmediata de personas que tenían alguna afección que ponía en riesgo su vida. Aquí se dedicaban a estabilizarlos para luego dar de alta o referir a un hospital de mayor complejidad.
En 1980, el entonces Instituto Nacional de Emergencias - Asistencia Pública de Lima se fusiona con la Asistencia Pública de Miraflores y dan origen al Hospital de Emergencias José Casimiro Ulloa, el cual se traslada a Miraflores.

### Centro de Emergencias Pediátricas
El Hospital de Emergencias Pediátricas fue creado el 12 de julio de 1985, con denominación de Centro de Emergencias Pediátricas, en el local de la Asistencia Pública de Lima. Siendo aún presidente Fernando Belaúnde Terry y ministro de Salud el doctor Carlos Bazán Zender. En el año 1987 fue anexado al Hospital Casimiro Ulloa y tres años después al Instituto Especializado de Salud del Niño. El 3 de agosto de 1991 se anula esta integración considerándosele Hospital de Apoyo especializado en Salud Infantil.

### Hospital
En 1995, en el Gobierno de Alberto Fujimori, el Hospital recibe la denominación de Hospital de Emergencias Pediátricas, brindando atención especializada a la población menor en las especialidades de Medicina, Cirugía, Traumatología, Neurocirugía, Anestesiología y Terapia Intensiva.
El 27 de junio del 2005, mediante Resolución Directoral núm. 614/2005-DG-DESP- DSS-DISA.V.LC. se otorga al Hospital de Emergencias Pediátricas la Categoría III-1 de Tercer Nivel de Atención especializado en Emergencias Pediátricas.

## Especialidades
El HEP tiene las siguientes especialidades y servicios:
- Consultorios de Urgencia
- Hospitalización
- Emergencias
- Cuidados Intensivos
- Laboratorio, Hemoterapia y Banco de Sangre
- Anatomía Patológica
- Diagnóstico por Imágenes[3]
- Farmacia
- Nutrición
- Medicina Pediátrica
- Cirugía Pediátrica
- Traumatología Pediátrica
- Neurocirugía Pediátrica
- Anestesiología
- Cirugía Plástica
- Neonatología
- Neumología Pediátrica